# Пещерна сова
Пещерна сова (Athene cunicularia), известна и като подземна сова, също като джуджевидна сова, и като кукумявка пигмей, е птица от род Кукумявки (Athene), семейство Совови (Strigidae). Пещерната сова понякога се класифицира в отделен род Speotyto като единствен вид в него Speotyto cunicularia, но съвременни молекулярни изследвания на ДНК секвенция и изследвания на анатомията я причисляват към род Athene (Кукумявки).

## Разпространение и местообитание
Разпространена е в Северна и Южна Америка от Канада до Аржентина, както и на някои острови около двата континента. На някои от островите е изчезнала, заради мангустата, която е пренесена от Индия.
Oбитава както открити пространства – полета, пасища, пампаси, пустинни земи и сухи места с ниска растителност, така и планини. В Андите е установена до 4000 m надм.височина.

## Описание
Оперението на гърба ѝ е червеникаво-сиво-кафяво и изпъстрено с продълговати, закръглени, бели петна, брадичката и веждите са бели, долната част на шията е червеникаво-жълта със сиво-кафяви петна, гърдите са сиво-кафяви с жълти петна, долната част на корема е жълто-бяла, без петна. Очите са жълти, човката е краката са бледозеленикаво-сиви, пръстите жълтеникави. Дължина 23 cm, размах на крилете – 50 cm, дължина на крилото – 16 cm, на опашката 7 cm.

## Поведение
Гнезди и почива в дупки в земята, откъдето идва името ѝ. За гнездене използва дупки издълбани от гризачи, мравояди и броненосци, а понякога съжителства с тях. При липса на дупки, може да издълбае сама. През размножителния период пещерните сови събират различни материали, с които да направят гнездата си - суха трева, остатъци от кожи на бозайници, животински изпражнения и др. Снася от 4 до 12 яйца, от които до напускане на гнездото оцеляват 4-5 малки. Обикновено женската мъти яйцата за около 28 дни, а мъжкия носи храна. Храни се с дребни гризачи, насекомоядни, дребни птици, влечуги, жаби и др. За разлика от повечето сови е често активна и през деня. Дневната активност може да се дължи на недостатъчно храна.

## Подвидове
Описани са следните подвидове:
- A. c. amaura  (Lawrence, 1878)
- A. c. apurensis  (Gilliard, 1940)
- A. c. arubensis  (Cory, 1915)
- A. c. boliviana  (L. Kelso, 1939)
- A. c. brachyptera  (Richmond, 1896)
- A. c. carrikeri  (Stone, 1922)
- A. c. cunicularia  (Juan Ignacio Molina, 1782)
- A. c. floridana  (Robert Ridgway, 1874)
- A. c. grallaria  (Coenraad Jacob Temminck, 1822)
- A. c. guadeloupensis  (Robert Ridgway, 1874
- A. c. guantanamensis  (Garrido, 2001)
- A. c. hypugaea  (Bonaparte, 1825)
- A. c. intermedia  (Berlepsch & Stolzmann, 1902)
- A. c. minor  (Cory, 1918)
- A. c. nanodes  (Berlepsch & Stolzmann, 1902)
- A. c. partridgei  (Olrog, 1976
- A. c. pichinchae  (Boetticher, 1929)
- A. c. punensis  (Frank Chapman, 1914)
- A. c. rostrata  (C. H. Townsend, 1890)
- A. c. tolimae  (Stone, 1899)
- A. c. troglodytes  (Wetmore & Swales, 1931)

## Галерия
- (A. c. hypugaea)
- (A. c. floridana)
Флорида (САЩ)
- (A. c. grallaria)
 Бразилия
- (A. c. cunicularia)
Уругвай